# Рука мерця (фільм, 2007)
Рука мерця (англ. Dead Man's Hand) — американський фільм жахів 2007 року.

## Сюжет
Метью успадковує казино у Лас-Вегасі від свого нещодавно померлого дядька. Разом з подругою Джей Джей і приятелями, Метью вирушає в дорогу, щоб подивитися на казино «Містерія». Але, виявляється, там мешкають примари гангстерів, яким дядько Метью заборгував, і навіть після смерті вони мають намір зводити старі рахунки.

## У ролях
| Актор           | Роль         |
| --------------- | ------------ |
| Вес Армстронг   | Джимбо       |
| Майкл Берріман  | Джил Вачетта |
| Крістін Грін    | Пейдж        |
| Сід Хейг        | Рой Донахью  |
| Джек Метьюрін   | рулетка      |
| Джессіка Морріс | Мелісса      |
| Лілі Рейнс      | Емілі        |
| Каван Рис       | Скітер       |
| Боб Рамнок      | Сем          |
| Ріко Сімоніні   | BlackJack    |
| Робін Сидні     | Джей Джей    |
| Скотт Вайт      | Метью        |